# Хаслет (Тексас)
Хаслет (енгл. Haslet) град је у америчкој савезној држави Тексас. По попису становништва из 2010. у њему је живело 1.517 становника.

## Демографија
Према попису становништва из 2010. у граду је живело 1.517 становника, што је 383 (33,8%) становника више него 2000. године.
| Група             | 2000.         | 2010.         |
| Белци             | 1.021 (90,0%) | 1.285 (84,7%) |
| Афроамериканци    | 0 (0,0%)      | 36 (2,4%)     |
| Азијати           | 7 (0,6%)      | 24 (1,6%)     |
| Хиспаноамериканци | 84 (7,4%)     | 129 (8,5%)    |
| Укупно            | 1.134         | 1.517         |